# Convento de Santa Clara la Real (Toledo)
El convento de Santa Clara la Real de Toledo es un cenobio de monjas clarisas ubicado en la ciudad de Toledo (España). El actual convento fue fundado en el lugar donde ahora se halla a mediados del siglo XIV por la dama toledana María Meléndez, y está situado cerca de otros antiguos monasterios como el de Santo Domingo el Real y el de las Capuchinas de Toledo.

## Historia

### El primitivo convento de Santa María y San Damián de Toledo
Las primeras clarisas que se instalaron en Toledo, aun en vida de la propia Santa Clara de Asís, eran conocidas en aquella época, al igual que en el resto de Europa, como damianitas, «en recuerdo» u honor del primer lugar donde se habían establecido, el convento de San Damián de Asís, y se instalaron a las afueras de Toledo, en el barrio o Valle de Santa Susana, en unos terrenos donde en la actualidad se encuentran el Instituto Sismológico de Toledo y el Asilo de Santa Casilda, ya que el fuero toledano ordenaban que ningún convento o monasterio se estableciera en el interior de la ciudad, debido a la escasez de suelo urbano y a la masiva aglomeración de sus habitantes.
Las damianitas se regían en Toledo por la Regla de San Benito y eran dirigidas espiritualmente por los franciscanos de la ciudad, aunque, como señaló la historiadora María Luisa Pérez de Tudela, vivían de acuerdo con el modo de vida de Santa Clara. Además, ese primitivo convento fue puesto bajo la advocación de Santa María y San Damián, y aunque algunos autores señalan que fue fundado hacia 1250 con licencia del célebre arzobispo de Toledo Rodrigo Jiménez de Rada, que estuvo presente en la batalla de las Navas de Tolosa, librada en 1212, la historiadora Pérez de Tudela señaló que en caso de haber sido fundado durante el mandato de dicho prelado lo habría sido en 1247, que fue el año en que el arzobispo falleció en el extranjero.

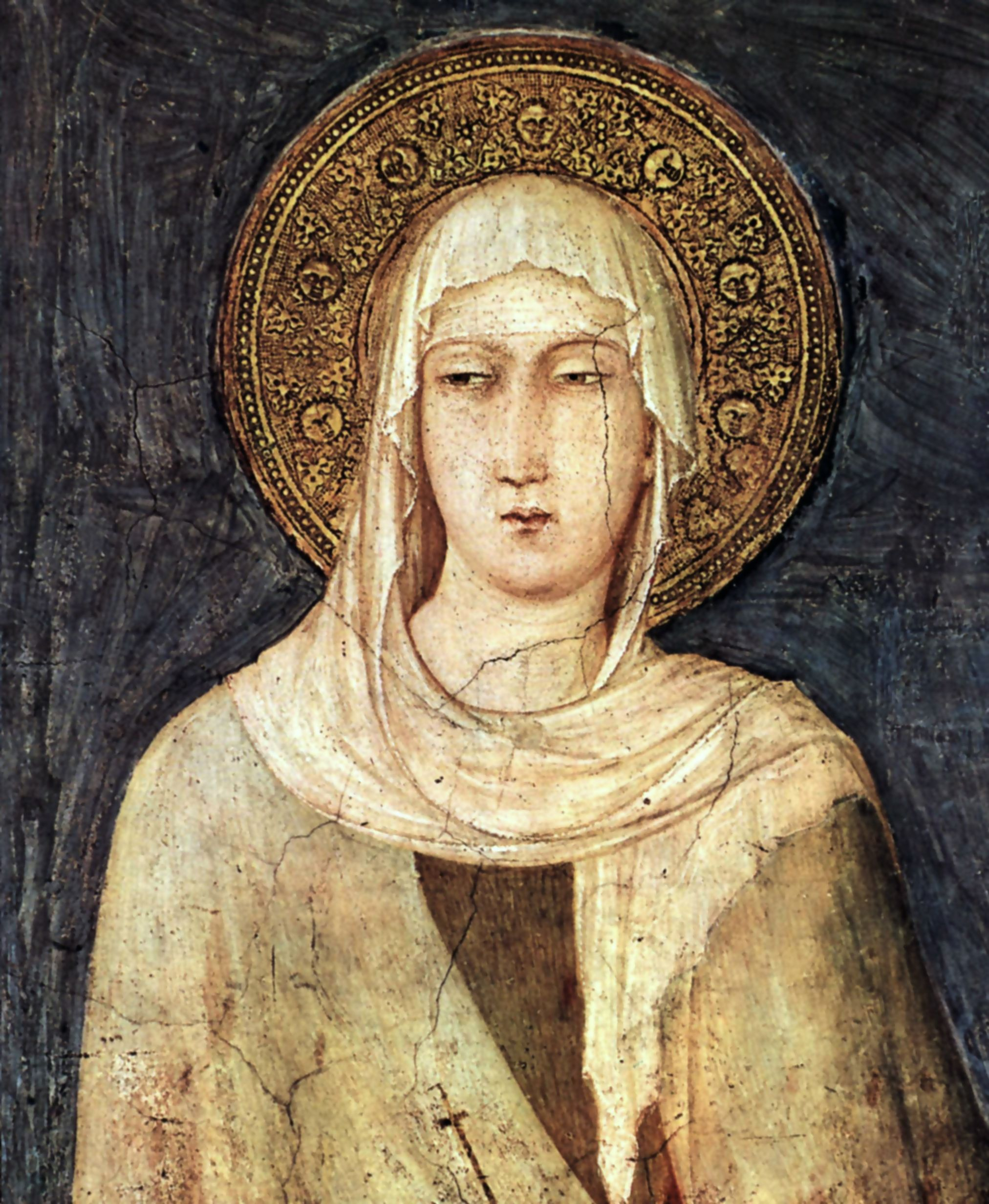
Santa Clara de Asís. Fresco realizado por Simone Martini a principios del. Basílica de San Francisco de Asís

La fundación del convento de Santa María y San Damián de Toledo fue confirmada en el año 1254 mediante una bula por el papa Inocencio IV, y la historiadora Pérez de Tudela señaló que el primer documento en el que se menciona al convento es en el testamento, otorgado en 1248, del arzobispo Juan de Medina de Pomar, que sucedió a Rodrigo Jiménez de Rada al frente de la archidiócesis de Toledo, y donde, junto a algunos conventos situados en el interior de la ciudad de Toledo, se alude a otro de los frailes menores situado fuera de sus murallas: «et uni quos est extra muris, quod est Ordinis Minorum», lo que demuestra según dicha historiadora que en 1248 las clarisas ya estaban establecidas en el Valle de Santa Susana, donde habitaban:

Con una vida en clausura, pobreza, oración, castidad, abstinencia y silencio. Vida que llegó a ser sumamente heroica, especialmente en la última década del período, durante el cual, estuvieron siempre amenazadas y en peligro; primeramente por causa de la peste de 1348 y, más tarde por los desórdenes de la guerra civil (1351-1369), a consecuencia de los cuales, el alfoz de Toledo,
fue testigo y padeció de cercos, galopadas guerreras y pillajes.

En 1345, durante el último periodo del reinado de Alfonso XI de Castilla, que falleció a causa de la peste bubónica mientras asediaba Gibraltar en 1350, se redactaron unas nuevas Ordenanzas para la ciudad de Toledo en las que se prohibía que nadie viviera fuera de sus murallas, pero Pérez de Tudela afirmó que las clarisas de Toledo no pudieron cumplir esa disposición debido a su extrema pobreza y a su falta de recursos para trasladarse al interior del recinto amurallado, y se vieron obligadas a seguir soportando los inconvenientes derivados del hecho de residir fuera del mismo. Y las monjas permanecieron en dicho lugar durante más de cien años.

### El convento de Santa Clara de Toledo

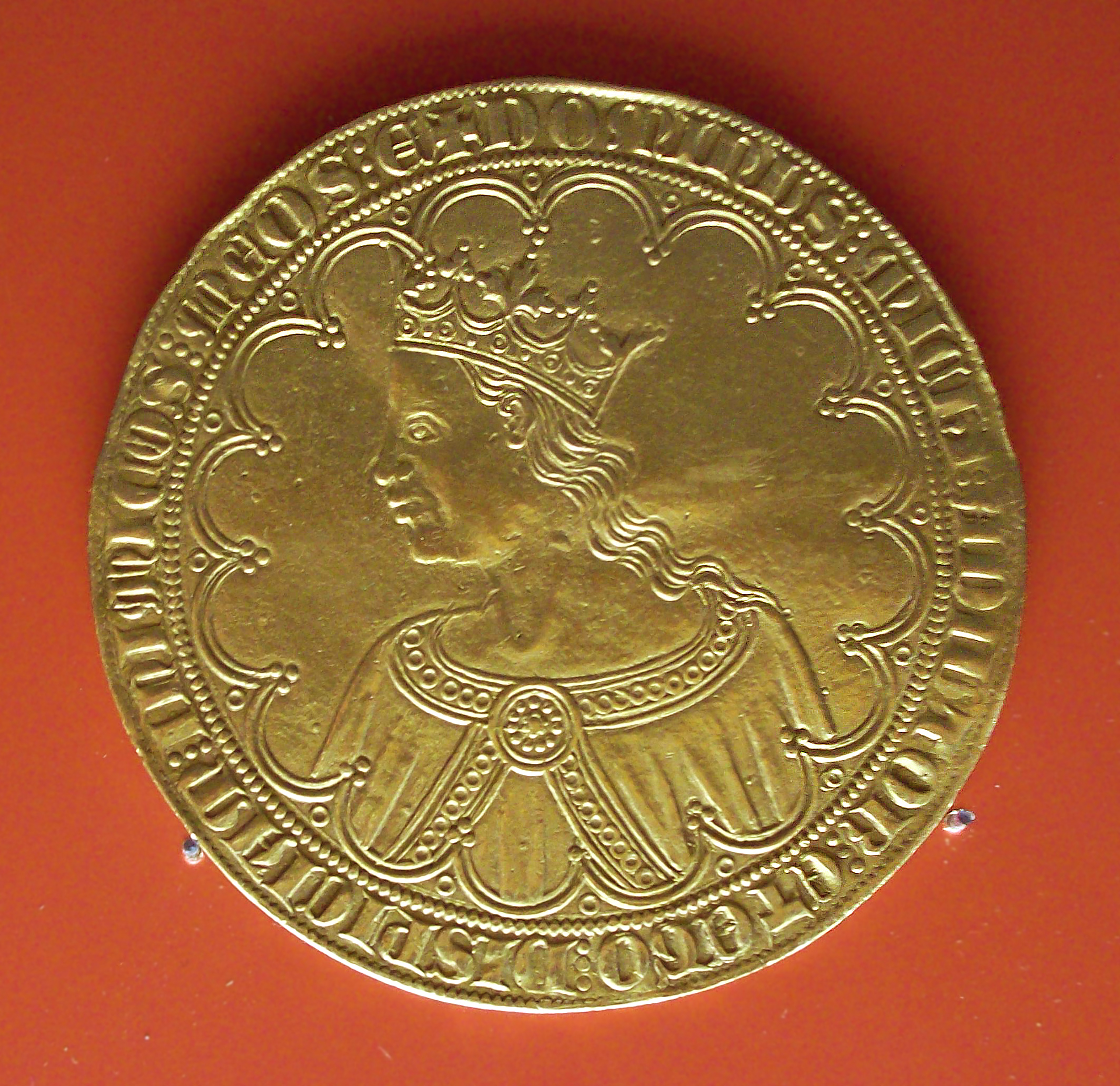
Gran dobla o dobla de a diez de Pedro I de Castilla, hijo y sucesor de Alfonso XI, acuñada en Sevilla en 1360. (M.A.N., Madrid)

A mediados del siglo XIV una dama de la nobleza toledana, María Meléndez, que perteneciía a una familia mozárabe y estaba casada con Suer Téllez de Meneses, alguacil mayor de Toledo, comenzó a dar los primeros pasos para la fundación de un convento de monjas clarisas en Toledo. Dicha dama era hija de Alfonso Díaz y de Teresa López y hermana de Diego Alfonso de Toledo, y el 22 de junio de 1340, año en que según la historiadora Pérez de Tudela comenzó a gestarse la fundación del convento, el rey Alfonso XI autorizó al hermano de María Meléndez a desvincular y a intercambiar con ella las «Casas Grandes» que poseía en la collación de San Vicente de Toledo y que había recibido de su abuelo Alfonso Díaz por vía de mayorazgo, por cualquier otra heredad cuyo coste de mantenimiento fuera menos elevado.
En 1360 falleció Suer Téllez de Meneses, el esposo de María Meléndez, y la historiadora María Luisa Pérez de Tudela señaló que el primer «acto jurídico» de la fundación del convento de Santa Clara la Real tuvo lugar el 31 de agosto de 1368, durante la Guerra Civil Castellana, cuando María Meléndez donó a las monjas damianitas de Toledo y a su abadesa Sancha Alfonso las casas de la ciudad de Toledo donde la fundadora habitaba junto con sus «heredamientos et con cubas e et bodegas et tinajas» para que en ellas pudieran establecer un nuevo convento, y el 20 de enero de 1370, casi dos años después, María Meléndez adquirió para el convento la mitad de unas casas que estaban junto a él y que pertenecían a «Habibi mora».

En 1370 ya consta en un documento la existencia del convento de Santa Clara de Toledo en la collación de San Vicente, y ese mismo año la fundadora, María Meléndez, tomó los hábitos y profesó como religiosa en el mismo, pasando a ser, como señaló Pérez de Tudela, «una más» de las monjas del convento, según consta en varios documentos expedidos entre 1373 y 1375, año este último en que la abadesa dejó de ser mencionada en los mismos.

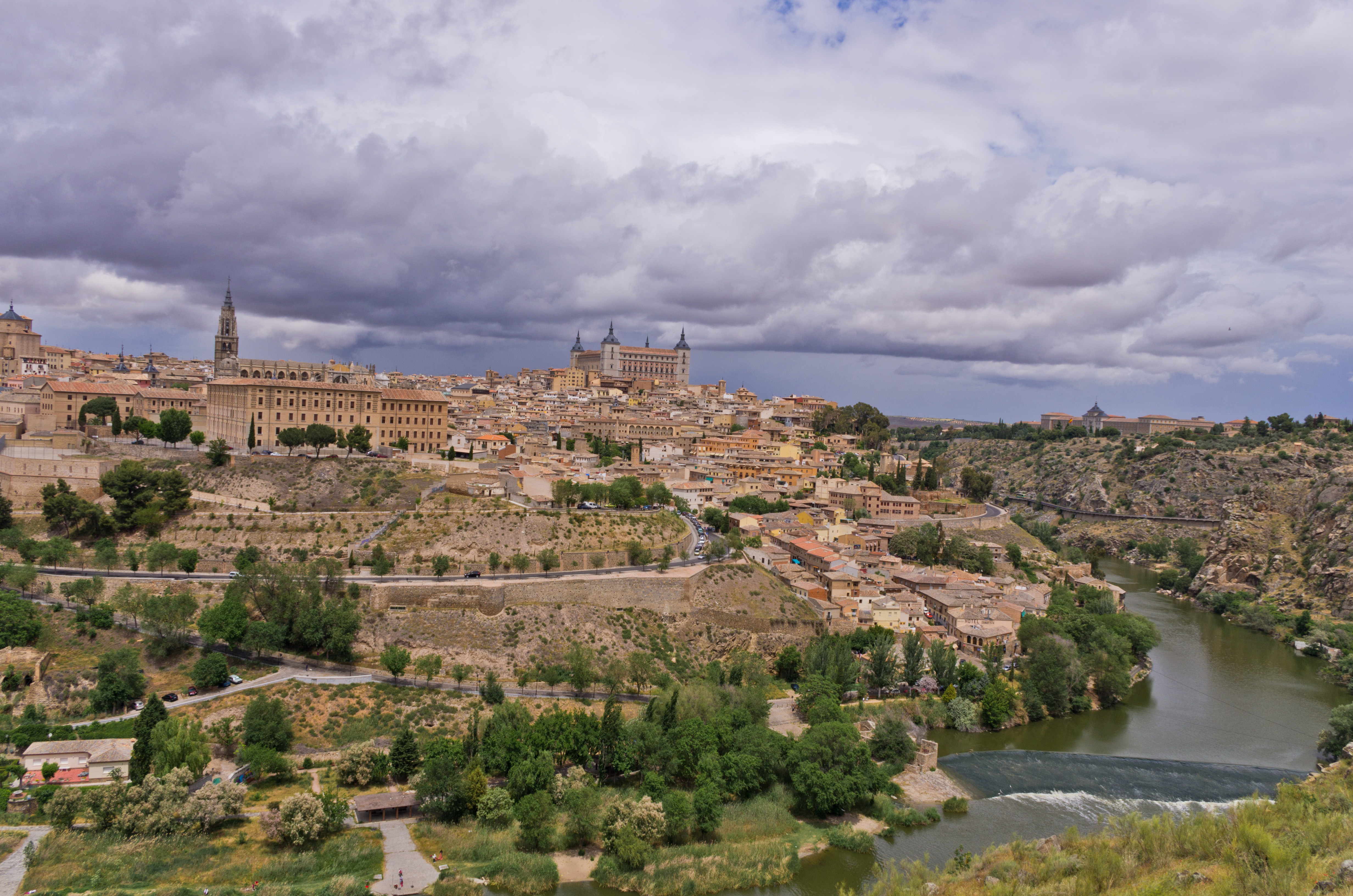
Vista general de la ciudad de Toledo

El 27 de junio de 1371 el papa Gregorio XI expidió en Aviñón la bula Piis devotorum, a nombre de Gómez Manrique, arzobispo de Toledo, por la que autorizaba a María Meléndez a fundar en la ciudad de Toledo un convento de monjas clarisas al que debería dotar de todo lo necesario para que en él pudieran habitar treinta religiosas, aunque en la bula también se exigió que la iglesia del nuevo cenobio hubiera camapanario y campanas y que el templo dispusiera de todo lo necesario para el culto, y la abadesa Sancha Alfonso se comprometió ante el arzobispo de Toledo en nombre propio y en el de sus sucesoras a abonar el tributo del Subsidio y de las décimas parroquiales.
En 1373 el convento de Santa Clara quedó establecido canónicamente, de forma solemne, mediante la escritura de fundación otorgada por María Meléndez el día 13 de junio por la que cedía a dicho cenobio las casas que poseía en el interior de la ciudad amurallada de Toledo y todos sus bienes para que las clarisas pudieran edificar un convento en dicha ciudad con capacidad para albergar treinta monjas y una dote suficiente para que el cenobio pudiera mantenerse con sus propias rentas. Y el día 3 de agosto de ese mismo año María Meléndez otorgó una nueva escritura en Toledo por la que amplió la dote fundacional que había entregado al convento de Santa Clara el día 13 de junio.

### El convento de Santa Clara la Real y las hijas de Enrique II

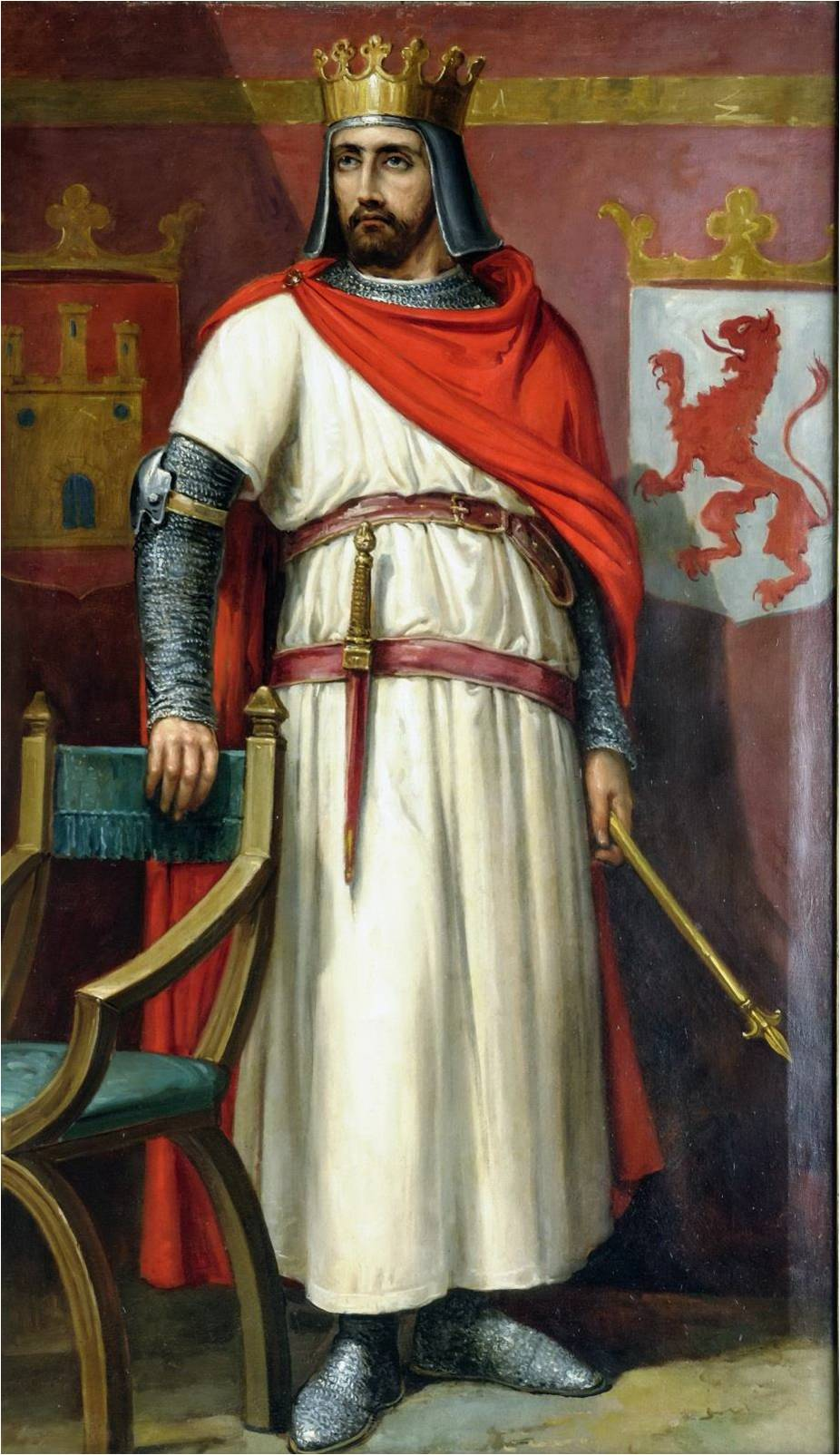
Retrato imaginario de Enrique II de Castilla. José María Rodríguez de Losada. (Ayuntamiento de León)

Hacia 1370, aunque otros autores afirman que fue en 1375, Inés Enríquez y su hermana Isabel, que eran hijas ilegítimas del rey Enrique II de Castilla, profesaron como religiosas en este convento, que era uno de los más destacados de la ciudad, y aunque se desconoce la fecha exacta en que ambas tomaron los hábitos de clarisas en el convento, sí hay constancia de que en 1376 ya lo habían hecho, y de que desde 1372 el convento comenzó a llamarse de «Santa Clara la Real».
La dote que Inés e Isabel Enríquez entregaron al convento consistió en 100.000 maravedís de renta, 35 cahices de pan de renta, y numerosas joyas, dinero y obras de arte, entre las que figuraba la imagen conocida como el Cristo de las Infantas. Y en el Libro de Memorias de Santa Clara la Real consta que «el dicho Señor D. Henrrique de buena Memoria dio por la dote (de sus hijas) 50 dineros por la Señora Dª. Innés y 17 caizes de trigo (en Renta) y por la Señora Dª. Isabel otros 50 dineros y 17 caizes de trigo», lo que coincide por lo manifestado por otros autores, que afirmaron que la dote legada a este cenobio toledano por ambas hermanas fue cuantiosa.
El convento de Santa Clara atravesaba una grave crisis económica en esos momentos, ya que había más de 70 monjas sin incluir a las novicias, y en el reino de Castilla había una grave inflación que elevó enormemente los precios, por lo que la «generosa» dote aportada al convento toledano por las hijas de Enrique II contribuyó a aliviar su situación financiera y permitió que este pudiera adquirir dos casas que estaban junto a él. Además, tanto Inés Enríquez como su hermana Isabel llegaron a ser abadesas del convento de Santa Clara la Real, que tenía el privilegio especial de custodiar las llaves de la ciudad de Toledo por las noches.
El 8 de enero de 1376 Enrique II expidió en la ciudad de Sevilla un privilegio rodado por el que instituía un señorío jurisdiccional y solariego de encomienda regia a favor del convento de Santa Clara la Real de Toledo, y con dicho privilegio el rey no solamente protegía y garantizaba la cuantiosa dote que había proporcionado a sus hijas al ingresar en él, sino a todo el patrimonio que poseía el convento, que recibió además el título de «real», siendo el único que lo poseía en la ciudad de Toledo junto con el monasterio de Santo Domingo el Real. Y conviene señalar que dicho privilegio fue confirmado por los inmediatos sucesores de Enrique II, y así lo hicieron Juan I en 1379, Enrique III en 1393, y Juan II en 1442.
En el convento se celebraba todos los años un aniversario con misa, vigilia y responso cantados en memoria del rey Enrique II, que había protegido siempre al convento y estimaba mucho a las monjas clarisas, y de su esposa Juana Manuel de Villena, hija del célebre magnate Don Juan Manuel. Estos monarcas estimaban profundamente a los frailes franciscanos, y ambos fueron sepultados en la capilla de los Reyes Nuevos de la catedral de Toledo. Y en su testamento, Enrique II cedió a sus hijas 36.000 maravedís de renta, siendo 16.000 de ellos para su hija Inés y los 20.000 restantes para su otra hija, Isabel, y el rey dispuso que a la muerte de ambas esos 36.000 maravedís corresponderían al convento de Santa Clara la Real.

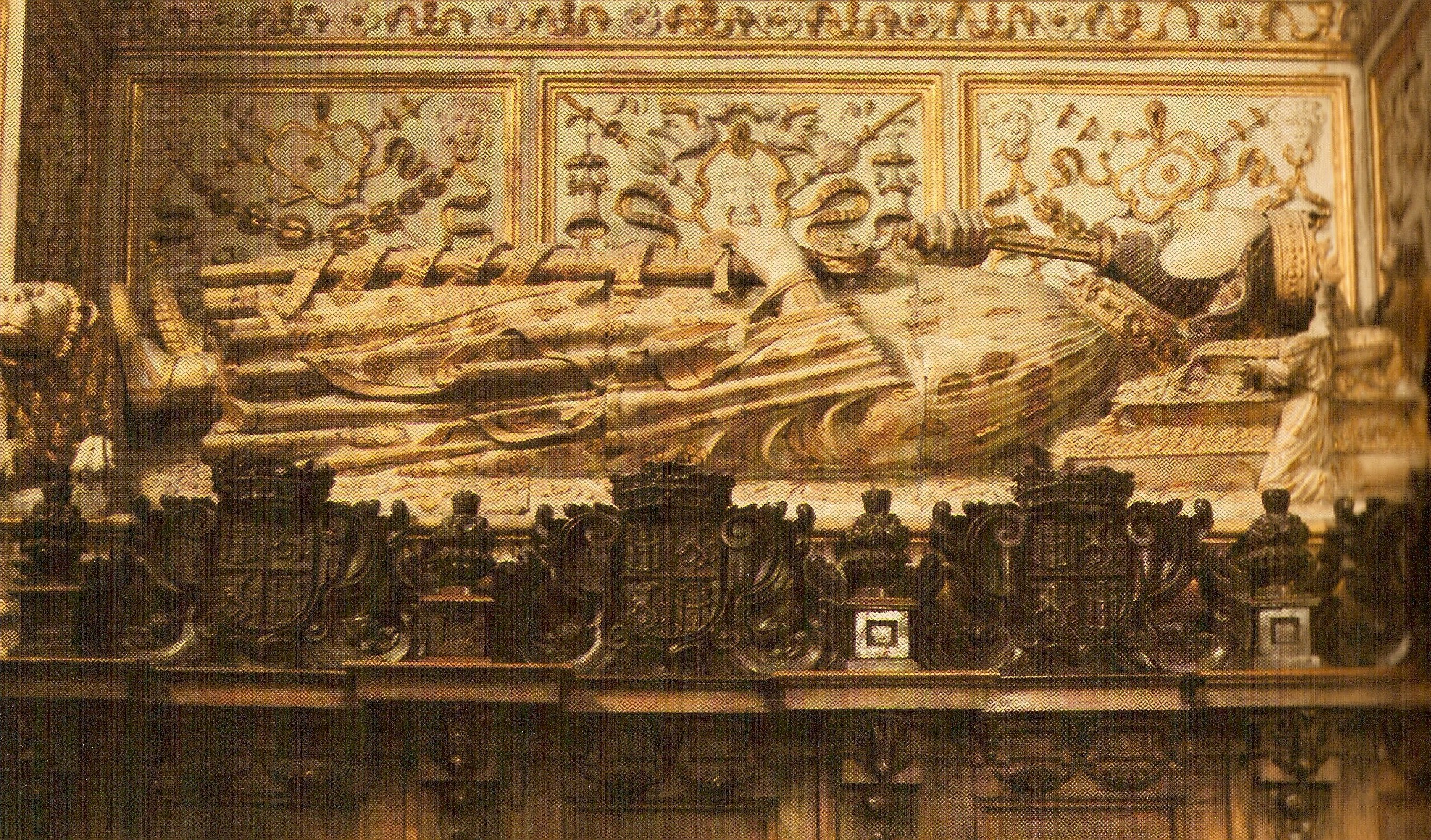
Sepulcro de Enrique II de Castilla en la capilla de los Reyes Nuevos de la catedral de Toledo

La historiadora María Luisa Pérez de Tudela subrayó el hecho de que en 1387, durante el reinado de Enrique III, que era sobrino carnal de la abadesa Inés Enríquez, se produjo en el convento de Santa Clara el «hecho excepcional» de que fueron elegidas sucesivamente abadesas del mismo Inés Enríquez y su hermana Isabel, aunque la misma historiadora señaló que siempre fue Inés la que «institucionalmente» ostentó desde 1387 el cargo de abadesa, y de que desde 1393 todos los documentos fueron firmados por Inés y posteriormente aprobados o confirmados por su hermana Isabel. No obstante, esta última debió fallecer hacia 1420, ya que el último documento en el que es mencionada data de 1419.
El largo periodo en el que Inés Enríquez fue la abadesa del convento de Santa Clara fue el de «máximo esplendor» del cenobio, ya que a la protección que los reyes Juan I, Enrique III y Juan II otorgaron al mismo se sumaron otros privilegios y exenciones otorgados por los papas o por las autoridades eclesiásticas, y las numerosas donaciones de particulares que el convento recibió en bienes inmuebles y raíces y en ornamentos y otros objetos destinados a la celebración de la liturgia. Y al igual que las abadesas que las sucedieron, Inés Enríquez y su hermana Isabel embellecieron, adornaron y ampliaron el convento de Santa Clara la Real y sus claustros y dependencias, y en algunas de sus partes colocaron sus propios escudos de armas y los de su padre, el rey Enrique II.

### El convento en la Edad Contemporánea
En 1836, a causa de la Desamortización de Mendizábal, todos las posesiones del convento fueron desamortizadas y subastadas, y en la actualidad una de las principales labores de las monjas clarisas de este convento, y con la que contribuyen a su manutención, es la encuadernación de libros.

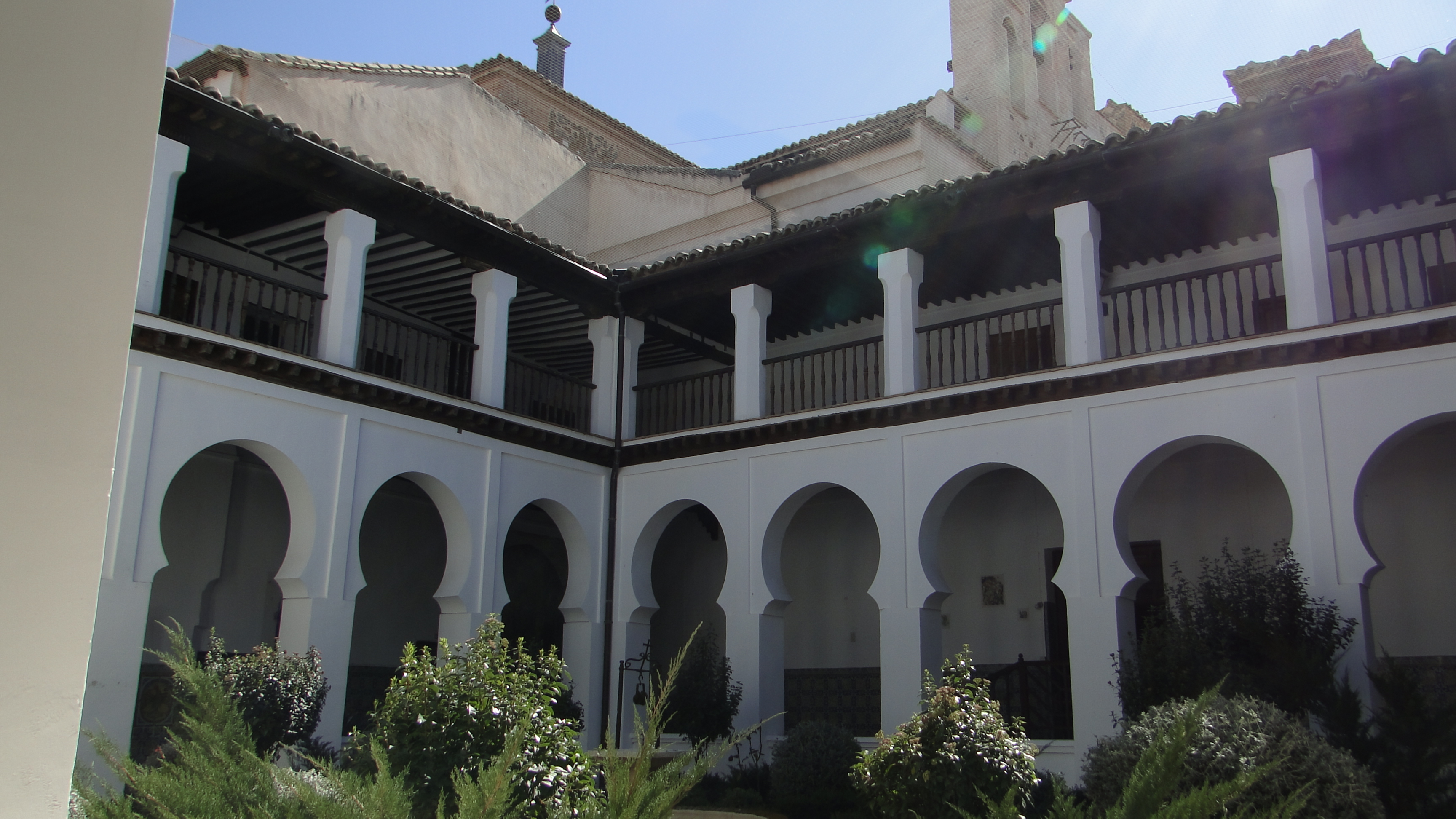
Patio del Convento de Santa Clara la Real (Toledo)

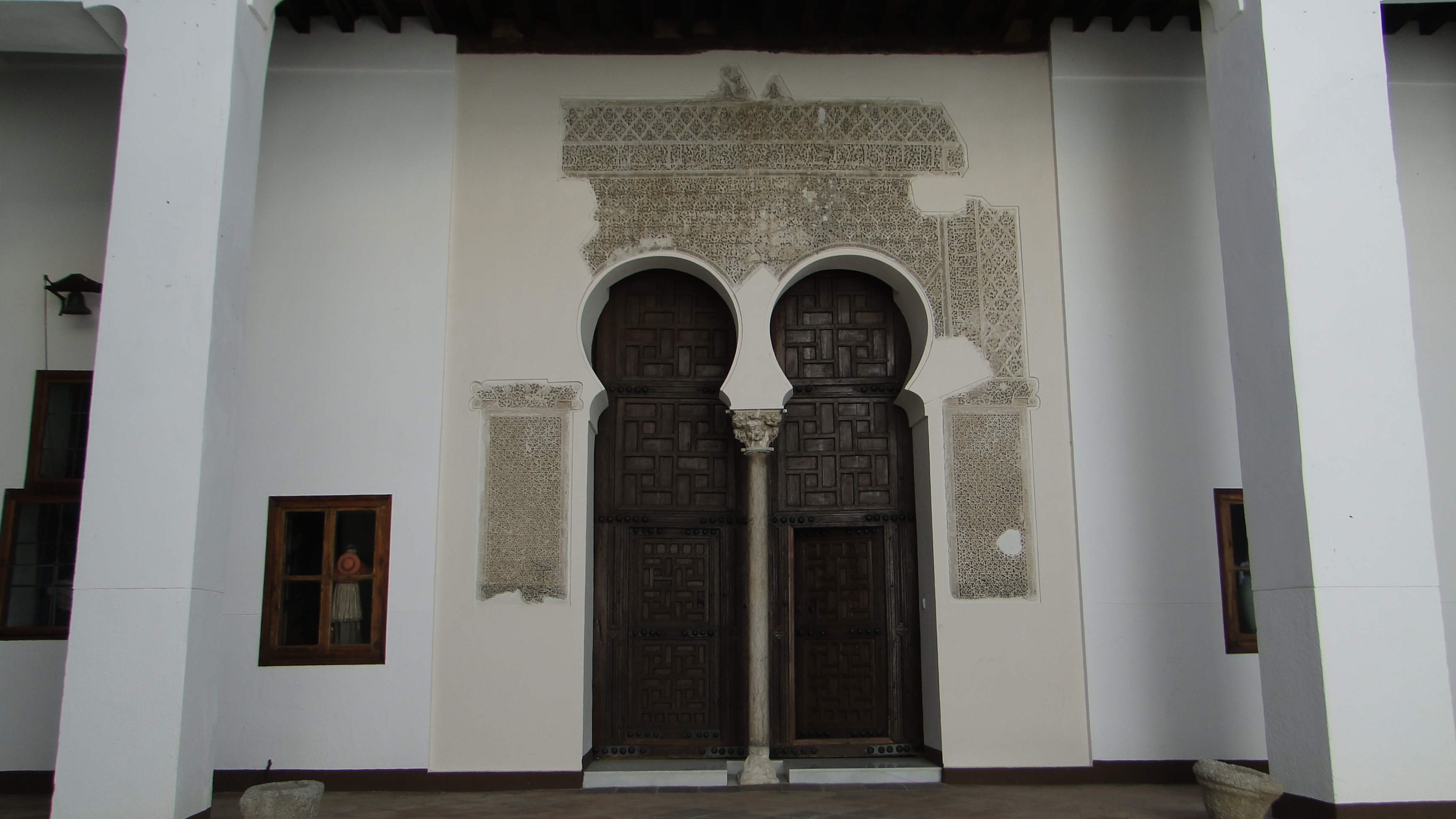
Convento de Santa Clara la Real (Toledo)

## Iglesia
En la iglesia, que tiene dos naves, destaca el retablo mayor, que fue realizado en 1622 y está adornado con varias pinturas de Luis Tristán.

### Coro de las monjas
En el llamado coro de las monjas del convento de Santa Clara la Real de Toledo, y bajo cuatro losas de pizarra negra, reposan los restos mortales de cuatro miembros de la realeza castellana:
- Inés Enríquez de Castilla (m. c. 1443). Hija ilegítima del rey Enrique II de Castilla y de Juana de Cárcamo.[44][45]
- Isabel Enríquez de Castilla (m. c. 1420)[35] Hermana de la anterior.[42][45]
- Fadrique Enríquez de Castilla (1388-1430). Duque de Arjona y conde de Trastámara, de Lemos y de Sarria y pertiguero mayor de Santiago. Fue hijo del conde Pedro Enríquez y de Isabel de Castro y era bisnieto del rey Alfonso XI de Castilla.[46]
- Juana Enríquez (m. c. 1471), también conocida como Juana de Lidueña o Juana de Soto. Fue abadesa de este convento y Jesús Antonio González Calle demostró que era hija ilegítima del conde Alfonso Enríquez y de Inés de Soto y nieta del rey Enrique II de Castilla,[47] aunque otros historiadores, basándose en lo expuesto por Balbina Martínez Caviró,[48][49] señalaron erróneamente que era hija del almirante Alfonso Enríquez y de Juana de Mendoza[50][51] y bisnieta del rey Alfonso XI de Castilla,[52] pero las conclusiones de Martínez Caviró en lo concerniente a esta religiosa fueron refutadas por González Calle[47] y por otros autores.[53]

Y en un sepulcro exento colocado en el centro del coro de las monjas reposan, según la mayoría de los historiadores modernos, los restos de fray Juan Enríquez, que fue obispo de Lugo, confesor del rey Enrique III de Castilla, y bisnieto de Alfonso XI de Castila, siendo dicho sepulcro según numerosos historiadores una de las obras escultóricas más destacadas de este convento.